# Sentier de grande randonnée 53
Le sentier de grande randonnée 53 (GR 53) traverse la partie nord du Massif des Vosges. Long de 167 km, son parcours se situe dans les départements du Bas-Rhin et de la Moselle. Il part de Wissembourg pour se terminer à Schirmeck. Son balisage est un rectangle rouge.
Une partie du GR 53 traverse le Parc naturel régional des Vosges du Nord.
À partir du Petit Donon, il rejoint le GR 5, permettant ainsi de continuer la traversée du Massif des Vosges.
Les plus hauts sommets du GR 53 sont :
- le rocher de Mutzig (1 010 m) ;
- le Donon (1 009 m) ;
- le Schneeberg (961 m) ;
- le Grand Wintersberg (581 m), point culminant des Vosges du Nord.

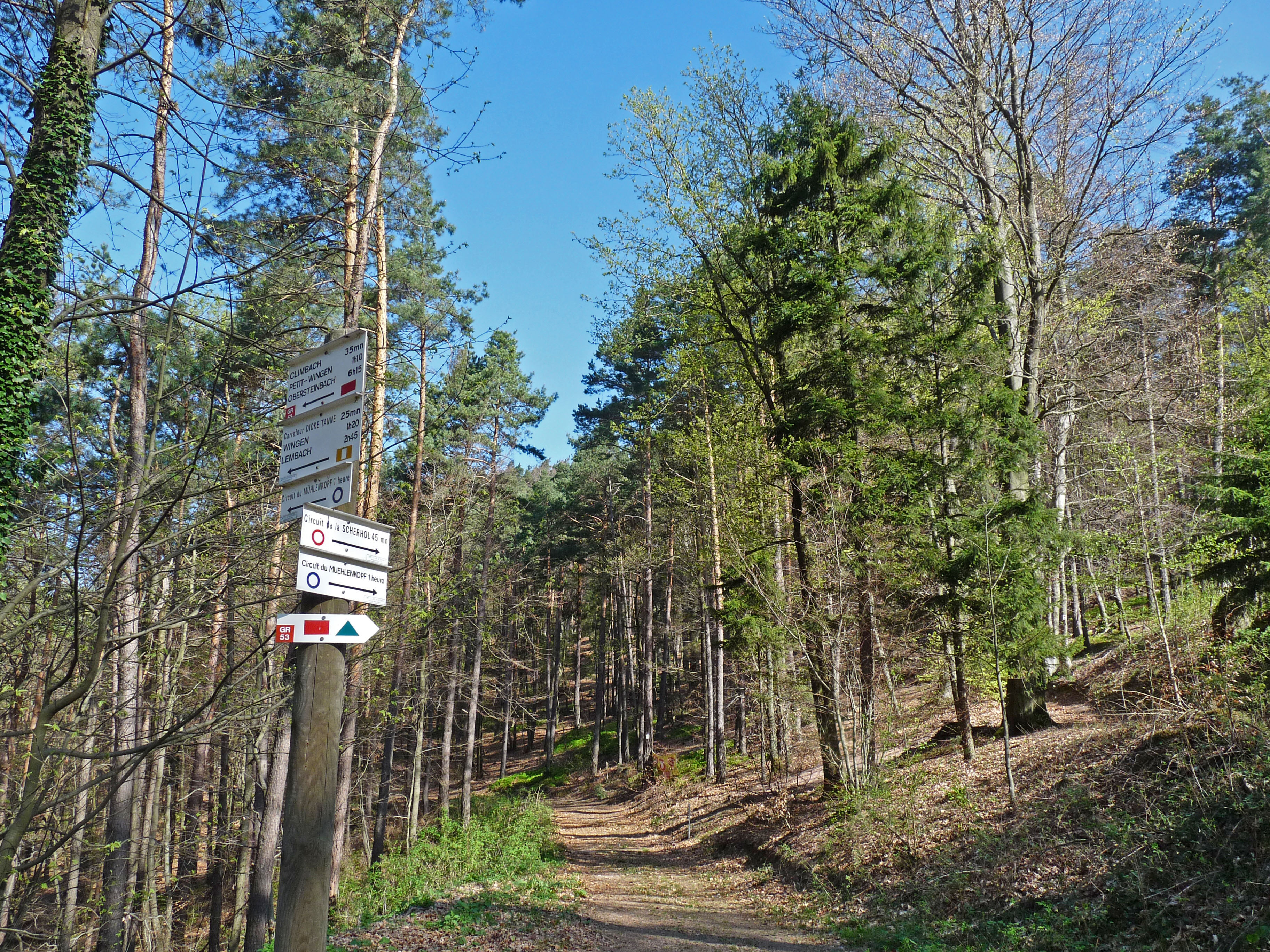
Le GR 53 à proximité du Scherhol.

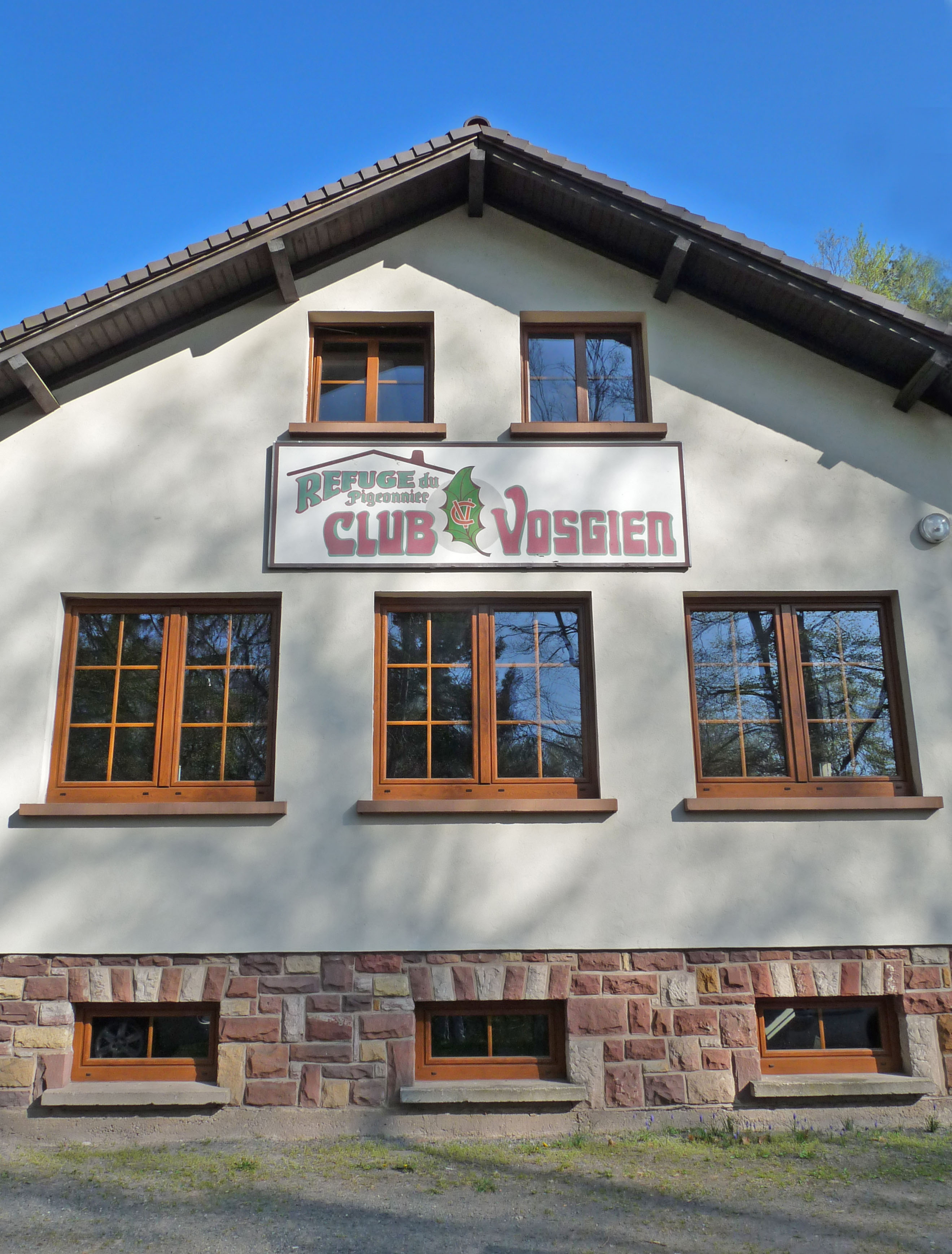
Refuge du Pigeonnier.

## Itinéraire
De Wissembourg à Niederbronn-les-Bains :
 🚄 Wissembourg, 160 m.  début du Parc naturel régional  des Vosges du Nord.
 Rott, 280m
 Scherhol, 506 m.
  Col du Pigeonnier, 432 m, chalet/refuge du Club vosgien de Wissembourg.
 Climbach, 345 m
 Petit Wingen, 255 m
 col du Litschhof, 334 m
 col du Hohenbourg, 375 m
 Château de Loewenstein, 525m
 Château de Hohenbourg, 552m
  Château de Fleckenstein, 370 m
 Château du Frœnsbourg, 300 m
 Rocher des Bohémiens
 col du Hichtenbach, 357 m
 Château du Wasigenstein, 340 m
 Obersteinbach, 240 m
 Château de Wittschlœssel.
  Windstein, 240 m
 Wineckerthal.
 col de Borneberg , 461 m.
  col de la Liese , 514 m. chalet du Club vosgien de Niederbronn.
   Le Grand Wintersberg , 581 m. Tour du Grand Wintersberg (tour panoramique).
 🚄 Niederbronn-les-Bains, 195 m
De Niederbronn-les-Bains à La Petite-Pierre :
 Château du Wasenbourg, 432 m
 Carrefour des Kreuztannen, 438 m
 Wasenkoepfel, 526 m. tour du Club Vosgien.
 col de l'Ungerthal, 439 m
 col du Holdereck, 408 m
 Château du Grand-Arnsbourg, 356 m
 Muehlthal, 198 m
  Lichtenberg, 320 m
 Wimmenau, 200 m
 Rocher de l'Ochsenstall
 Erckartswilller, 245 m
  La Petite-Pierre, 340 m
De La Petite-Pierre à Saverne :
  Graufthal, 202 m. Maisons troglodytes.
 Oberhof, 196 m
 Fin du Parc naturel régional  des Vosges du Nord.
 Rocher du saut du prince Charles.
 🚄 Saverne, 190 m
De Saverne à Urmatt :
 Château du Haut-Barr, 437 m
 Tour du télégraphe Chappe de Saverne
 Château du Grand-Geroldseck et château du Petit-Geroldseck
 Carrefour de la Table des Sorcières, 423 m
  Brotschberg, 542 m. Tour panoramique du Brotsch.
 Grotte du Brotsch :
 Carrefour du Billebaum, 471 m
 Haberacker, 485 m
 La Hard, 530 m
 La hoube, 561 m
 col de la Schleif, 689 m
 Auberge du Rosskopf, 450 m
  Wangenbourg-Engenthal, 460 m
   Schneeberg, 961 m
  Château et cascade du Nideck, 600 m
 Oberhaslach, 290 m
 🚄 Urmatt, 250 m
De Urmatt à Schirmeck :
 Porte de pierre, 858 m
  Rocher de Mutzig, 1 010 m
  col du Narion, 924 m
 la baraque Carrée, 741 m
  col de l'Engin, 789 m. Jonction avec le GR 5
  col Entre-les-Deux-Donons, 823 m. Abri du Club vosgien
  le Donon, 1 009 m
  Plate-forme du Donon, 732 m.
 🚄 Schirmeck, 315 m